# Pier Francesco Mola
Pier Francesco Mola, noto anche con lo pseudonimo di Il Ticinese (Coldrerio, 9 febbraio 1612 – Roma, 13 maggio 1666), è stato un pittore svizzero-italiano.

## Biografia
Era figlio di un architetto emigrato a Roma, Giovanni Battista Mola, e maturò il suo stile viaggiando tra Bologna e Venezia tra il 1633 e il 1647. Aveva studiato inizialmente con Prospero Orsi e successivamente con il Cavalier Giuseppe d'Arpino, poi come assistente del Domenichino  fu influenzato dalle forme morbide del Guercino.
A Bologna avrebbe avuto quale nuovo maestro Francesco Albani e conobbe il pittore Andrea Sacchi.
Nel 1647 ritornò presso la famiglia a Roma, dove dipinse paesaggi romantici in chiaroscuro. Qui espresse anche la sua arte eclettica dipingendo affreschi dove fondeva il Rinascimento di Raffaello e Michelangelo con i colori tenui di Tiziano e Guercino.

## Opere principali
- Roma, Basilica di San Marco: San Michele Arcangelo.
- Roma, Basilica di Sant'Anastasia al Palatino: San Giovanni nel deserto.
- Roma, Musei capitolini: Diana ed Endimione.
- Roma, Galleria Corsini: Omero.
- Roma, Chiesa dei Santi Domenico e Sisto: Visione di San Domenico a Soriano.
- Roma, Basilica dei SS. Ambrogio e Carlo: Predica di San Barnaba.
- Roma, Palazzo Costaguti: Bacco e Arianna, 1647-1648.
- Venezia, Accademia: Allegoria del temperamento flemmatico.
- Ariccia, Palazzo Chigi: Bacco, Narciso, Omero e Giacinto.
- Bellinzona, Palazzo governativo: Giovane suonatore di viola da gamba.
- Los Angeles, Getty Museum: Visione di San Brunone.
- Parigi, Museo del Louvre: Guerriero orientale.
- Parigi, Museo del Louvre: La predica del Battista.
- Spello, Pinacoteca Civica: San Pietro e San Paolo.
- Dresda, Gemäldegalerie Alte Meister:Omero.
- Lugano, Museo d'Arte della Svizzera italiana: San Girolamo Penitente nel deserto.

## Galleria d'immagini

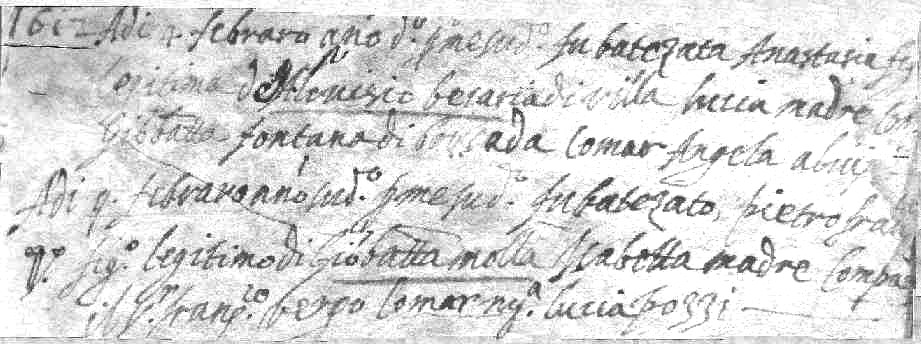
Coldrerio, libro battesimi, registrazione battesimo di P.F. Mola
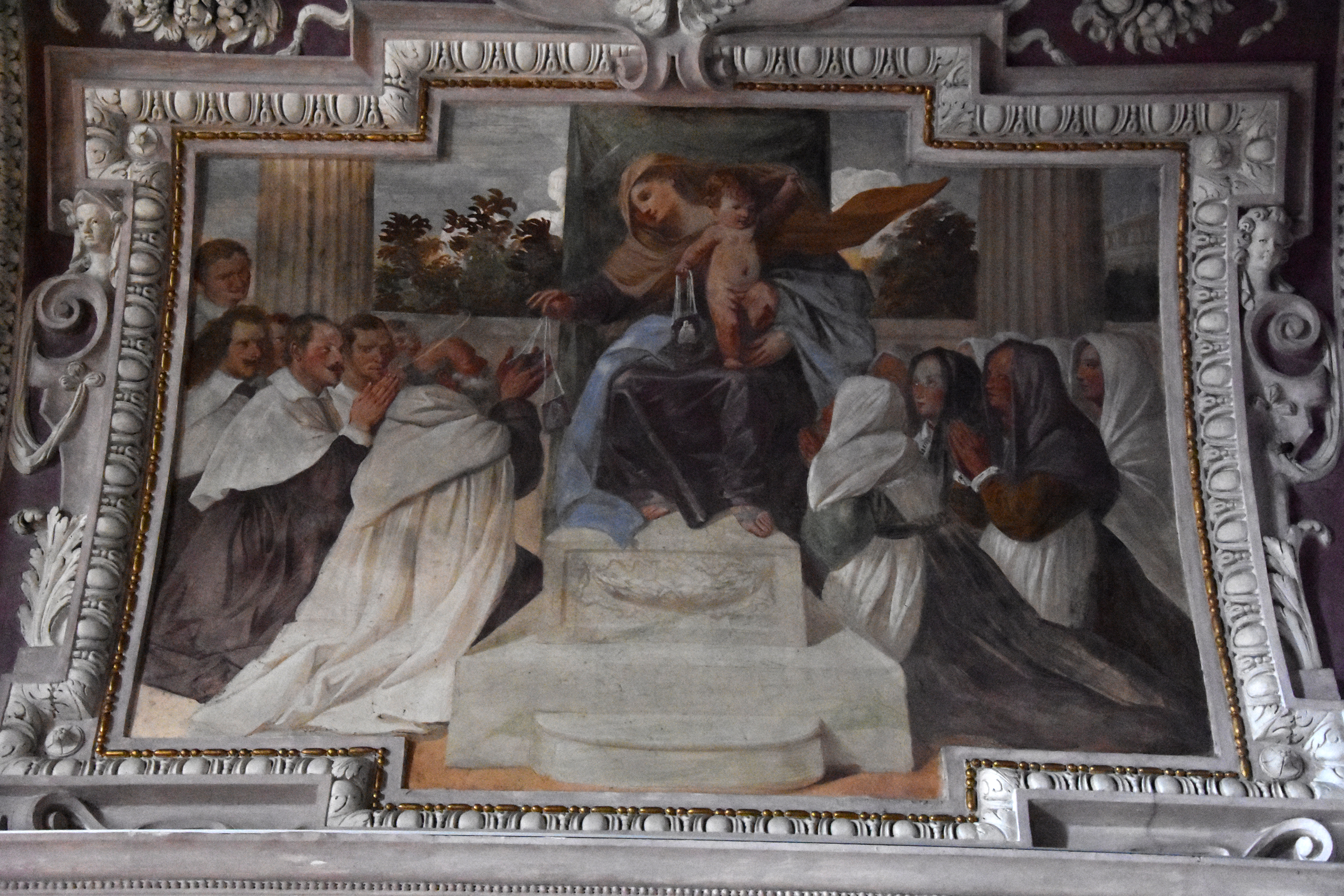
Coldrerio, chiesa della Madonna dal Carmine, affresco: San Simone Stock riceve gli scapolari dalla Madonna
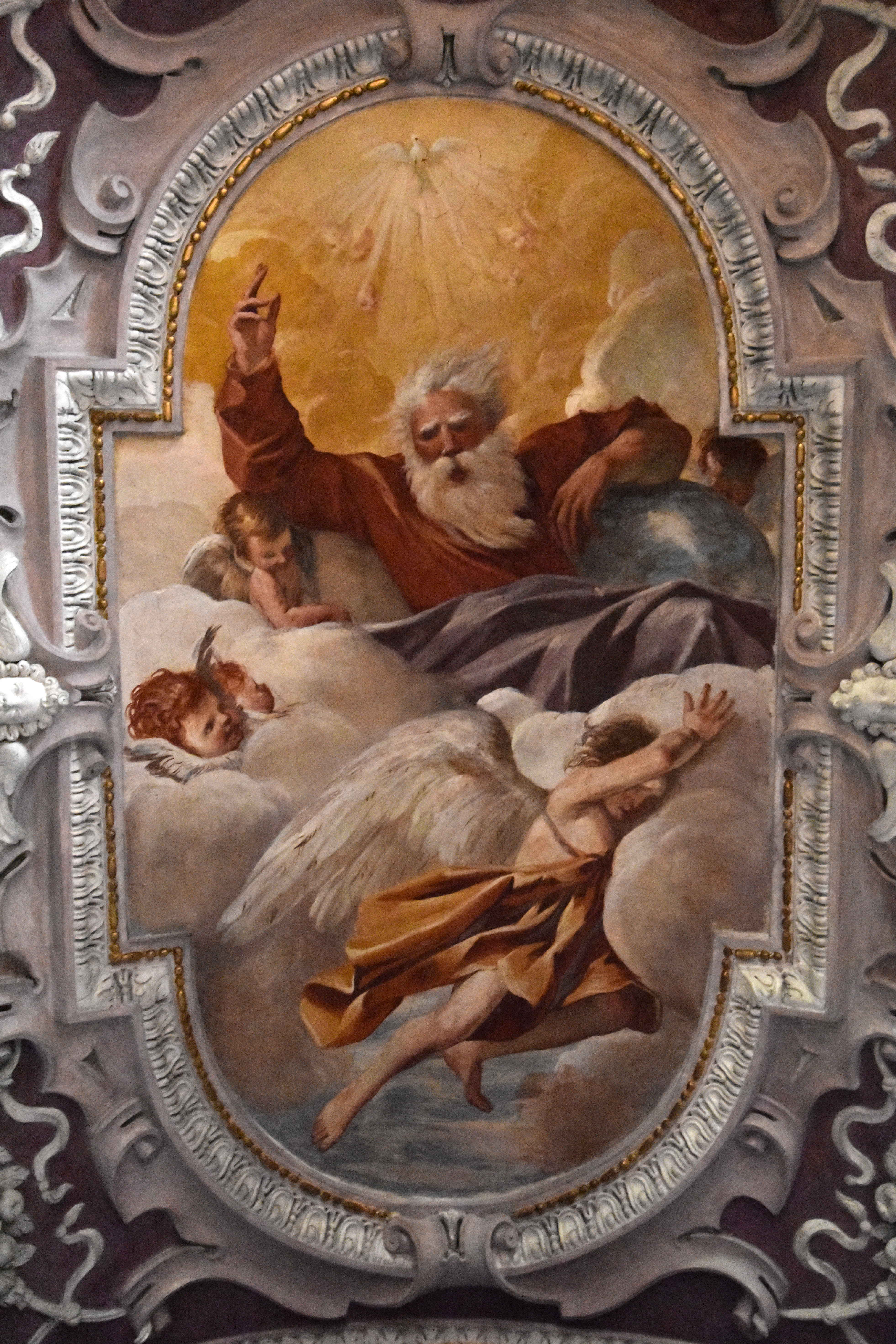
Coldrerio, chiesa della Madonna dal Carmine, affresco: Dio Padre benedicente
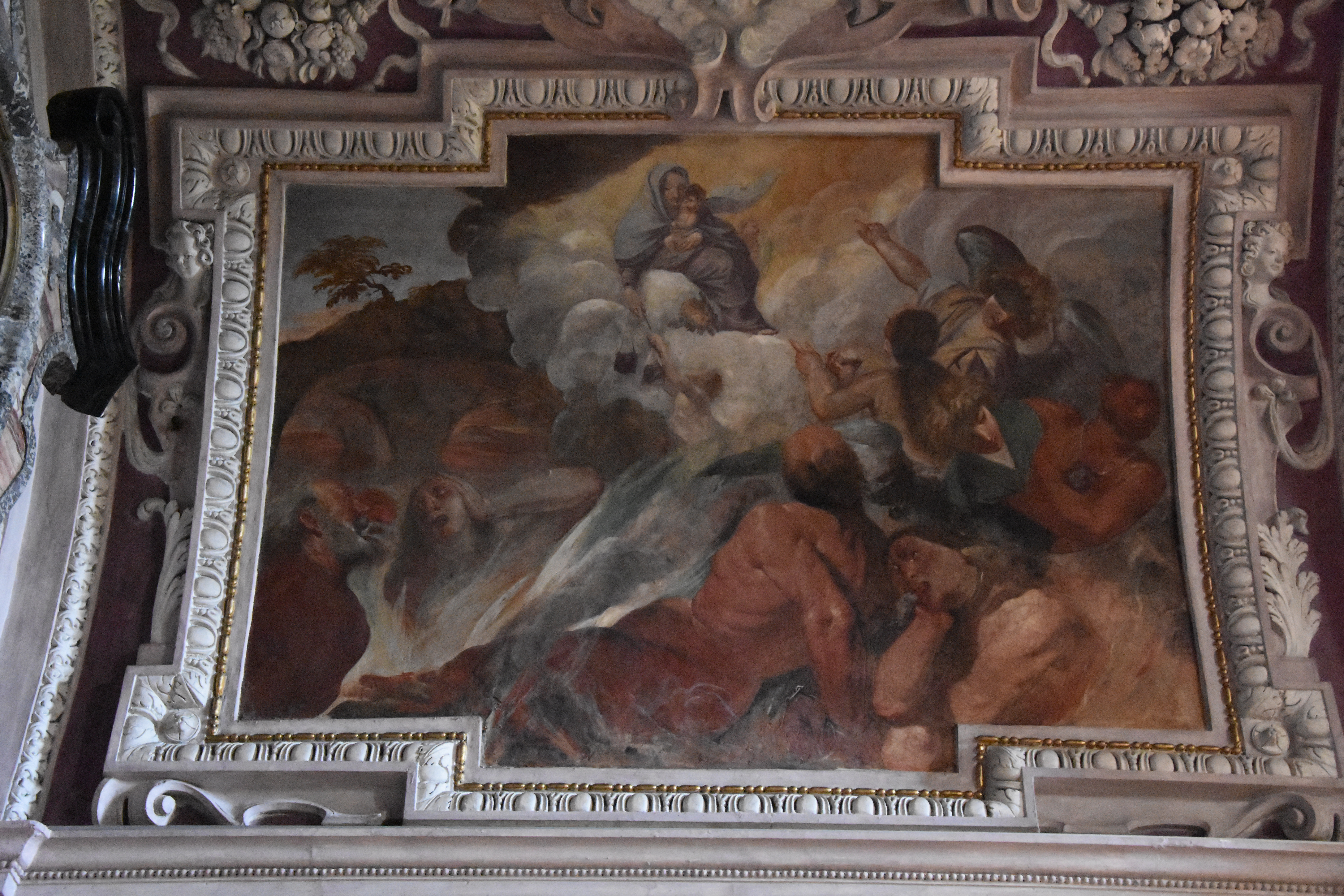
Coldrerio, chiesa della Madonna dal Carmine, affresco: La Madonna distribuisce gli scapolari alle anime purganti

## La fortuna della sua opera
Fu eletto membro dell'Accademia di San Luca nel 1655 e ne fu principe dal 1662 al 1663.
Nel 2005 una sua tela fu rapinata dal museo di Novi Sad, insieme con una di Rubens ed una di Rembrandt.